# Patrik Miškář
Patrik Miškář (* 29. března 1996 Hořice) je český lední hokejista hrající na postu středního útočníka, od února 2016 nastupující za A-tým českého mužstva Mountfield HK.

## Hráčská kariéra
Svoji hokejovou kariéru začal v klubu HC VCES Hradec Králové. V sezoně 2014/15 pomohl týmu k postupu do extraligy juniorů a připsal si i starty za „áčko“ Stadionu Nový Bydžov v krajském přeboru. V Hradci prošel všemi žákovskými kategoriemi a 26. 2. 2016 si odbyl debut v mužském výběru v nejvyšší soutěži proti mužstvu PSG Zlín. Kvůli většímu hernímu vytížení však nastupoval v ročníku 2015/16 i v dalších letech za Stadion Litoměřice, prvoligovou farmu Hradce Králové.

## Jednotlivé sezony
- 2010/2011 HC VCES Hradec Králové – mládež
- 2011/2012 HC VCES Hradec Králové – mládež
- 2012/2013 Královští lvi Hradec Králové – mládež
- 2013/2014 Královští lvi Hradec Králové – mládež
- 2014/2015 Mountfield HK – mládež, Stadion Nový Bydžov (Krajský přebor)
- 2015/2016 Mountfield HK – mládež, A-tým (Česká extraliga), HC Stadion Litoměřice (1. česká liga)
- 2016/2017 HC Stadion Litoměřice (1. česká liga)
- 2017/2018 Mountfield HK (Česká extraliga)
- 2018/2019 Mountfield HK ELH
- 2019/2020 Mountfield HK ELH, SK Trhači Kadaň, LHK Jestřábi Prostějov
- 2020/2021 HC Stadion Litoměřice (1. česká liga)
- 2021/2022 HC Energie Karlovy Vary, Mountfield HK (Česká extraliga), SC Marimex Kolín (1. česká liga)
- 2022/2023 Mountfield HK (Česká extraliga), HC Dukla Jihlava (1. česká liga)
- 2023/2024 Mountfield HK (Česká extraliga)